# Glacier Jackson
Le glacier Jackson (en anglais : Jackson Glacier) est un glacier situé dans le parc national de Glacier dans l'État du Montana aux États-Unis. 
Cinquième glacier sur les 27 subsistants dans le parc, il se trouve avec d’autres glaciers sur le flanc nord du mont Jackson sur le versant oriental de la ligne continentale de partage des eaux d'Amérique du Nord.
En 1993, la superficie du glacier était de 1,02 km2. Avant 1929, le glacier ne faisait qu'un avec le glacier Blackfoot. Ce glacier unique faisait 7,59 km2 mais, à la suite de la fonte des glaces et au retrait des glaciers, celui-ci s'est séparé en deux glaciers différents. Le nom actuel du glacier Jackson n'est apparu qu'en 1929.

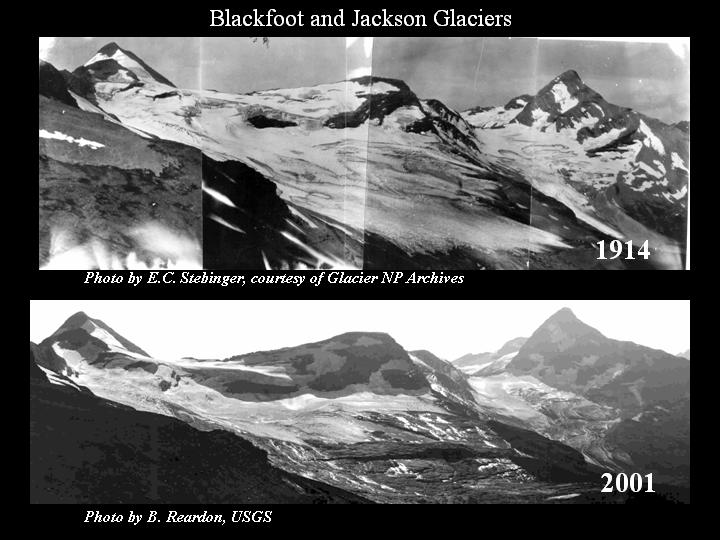
En haut les glaciers Blackfoot (gauche) et Jackson (droite) en 1914. En bas, les mêmes en 2001.

En 1850, il existait environ 150 glaciers dans le parc. Les glaciologues prédisent pourtant qu'ils devraient avoir tous disparus, dont le glacier Jackson, vers 2030.
Les glaciers Jackson et Blackfoot sont surveillés par l'United States Geological Survey pour étudier le retrait des glaciers du parc. Des photos sont ainsi faites périodiquement pour voir les variations de l’étendue de ceux-ci. Le glacier Jackson est une des glaciers les plus facilement accessibles de tout le parc.